# SŽD-Baureihe ВЛ23
Die Lokomotiven der Baureihen ВЛ23 (deutsche Transkription WL23) der Sowjetischen Eisenbahnen (SŽD) sind breitspurige Elektrolokomotiven. Aus einigen ВЛ23 wurden Mehrfachtraktionen unter den Bezeichnungen 2ВЛ23 und 3ВЛ23 gebildet.

## Baureihe ВЛ23 (WL23)
Bereits ab 1952 wurden in der Elektrolokomotivenfabrik Nowotscherkassk die achtachsigen Lokomotiven der Baureihe ВЛ8 (damals noch als Н8/N8 bezeichnet) entwickelt und ab 1955 gebaut. Auf Basis dieser Konstruktion wurde ab 1954 auch eine sechsachsige, leistungsschwächere Variante als Nachfolger für die Baureihe ВЛ22М (WL22M) konstruiert. Anfang 1956 wurden zwei Prototypen als ВЛ23-001 und -002 fertiggestellt. ВЛ23-001 wurde im Sommer 1956 auf der Versuchsringstrecke des Allrussischen Forschungsinstituts für Schienenverkehr in Schtscherbinka erprobt, ВЛ23-002 auf der Strecke Kropatschowo–Slatoust–Tscheljabinsk.
ВЛ23-003 und -004 wurden im Januar 1958 fertiggestellt, sie erhielten im Gegensatz zu den beiden ersten ВЛ23 keine Rekuperationsbremse. Nach Einstellung des Baus der Baureihe ВЛ22М 1958 begann der Serienbau der ВЛ23, weiterhin ohne Rekuperationsbremse. Ebenfalls 1958 wurden zwei Lokomotiven mit Rekuperationsbremse gebaut und als ВЛ23-500 und -501 eingereiht. Zu einer Serienfertigung dieser Variante kam es jedoch nicht. Der Bau der ВЛ23 endete 1961 mit ВЛ23-487, insgesamt wurden 489 ВЛ23 hergestellt.
Die Baureihe ВЛ23 hatte keinen direkten Nachfolger, der Bau sechsachsiger Güterzuglokomotiven für Gleichstrom wurde 1961 eingestellt, während der Bau solcher Lokomotiven für Wechselstrom mit der Baureihe ВЛ60 und ihrer Unterbauarten fortgesetzt wurde.

## Baureihe ВЛ23И (WL23I)
ВЛ23-006 wurde 1972 mit Thyristoren ausgestattet und zur ВЛ23И-006 umgezeichnet. Der Umbau bewährte sich nicht, weitere ВЛ23 wurden nicht umgebaut. ВЛ23И-006 wurde im Rangierdienst verwendet und 1978 ausgemustert.

## Baureihe 3ВЛ23 (3WL23)
1987 wurden aus 33 ВЛ23 elf Dreifachtraktionen zusammengestellt. Sie erhielten die Baureihenbezeichnung 3ВЛ23 und wurden neu nummeriert (3ВЛ23-001 bis -011). Weitere Änderungen wurden nicht vorgenommen.

## Baureihe 2ВЛ23 (2WL23)
Von 1987 bis 1990 wurden aus 184 ВЛ23 92 Doppeltraktionen zusammengestellt. Sie erhielten die Baureihenbezeichnung 2ВЛ23 und wurden neu nummeriert (2ВЛ23-011 bis -101). Weitere Änderungen wurden nicht vorgenommen.

## Einsatz
Der Einsatz der Baureihe ВЛ23 beschränkte sich weitgehend auf West- und Zentralrussland und die südliche Ukraine, sie gelangte aber auch nach Aserbaidschan. Die Einsätze erfolgten sowohl im Güter- als auch im Personenverkehr. Bei Auflösung der Sowjetunion 1991 gelangten die ВЛ23 zu den Rossijskije schelesnyje dorogi (Russland) und zur Azərbaycan Dövlət Dəmir Yolu (Aserbaidschan).
Die Ausmusterung erfolgte weit überwiegend in den 1990er Jahren. 2008 waren nur noch wenige ВЛ23 im Einsatz. Die Rossijskije schelesnyje dorogi setzten noch einzelne ВЛ23 für Bereitstellungsverkehre ein, eine weitere war in Bakal bei einer Werksbahn im Einsatz. Die Azərbaycan Dövlət Dəmir Yolu setzte 2008 noch zwei ВЛ23 ein.